# Veenlens

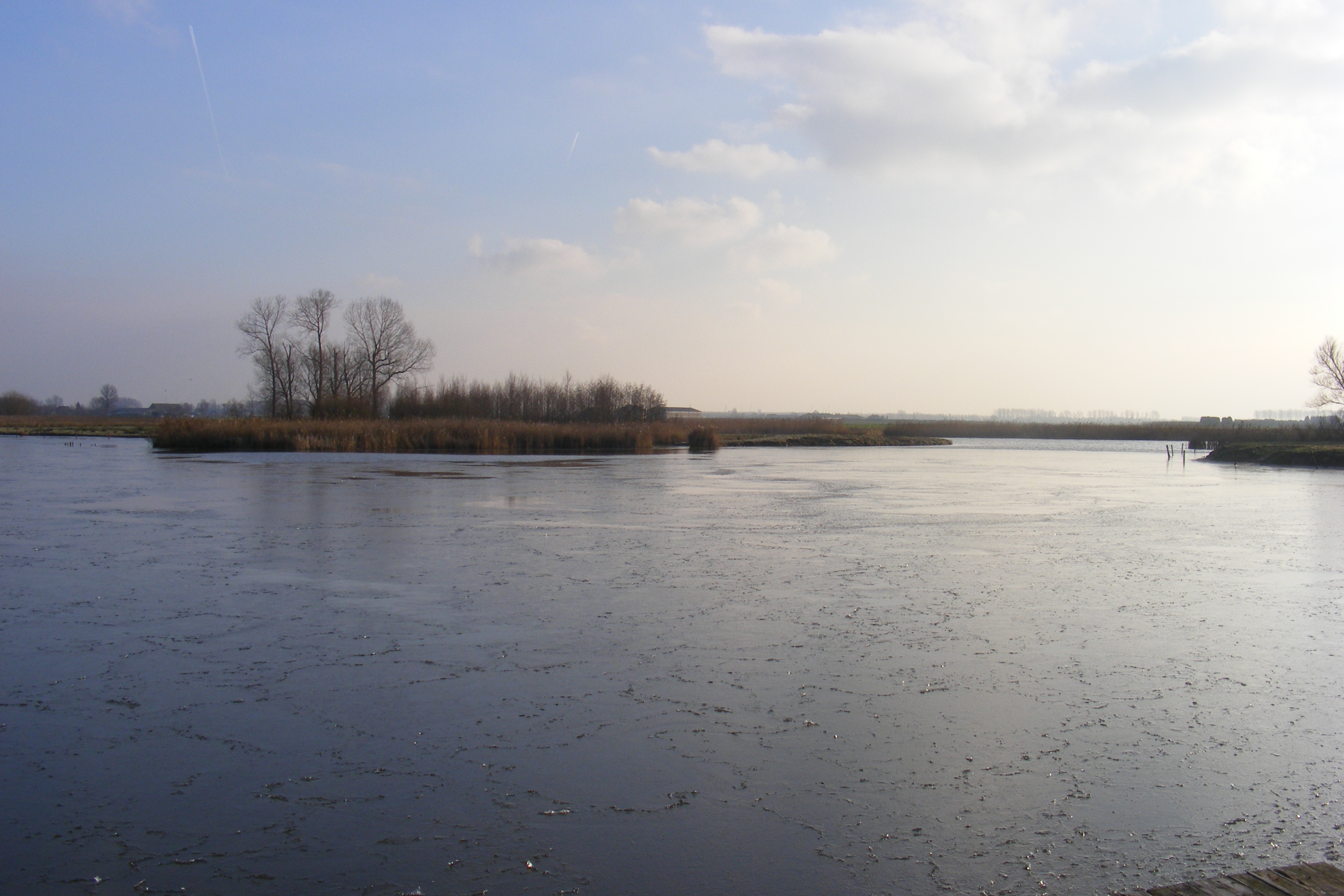
De veenlens in de Grote Geule te Kieldrecht

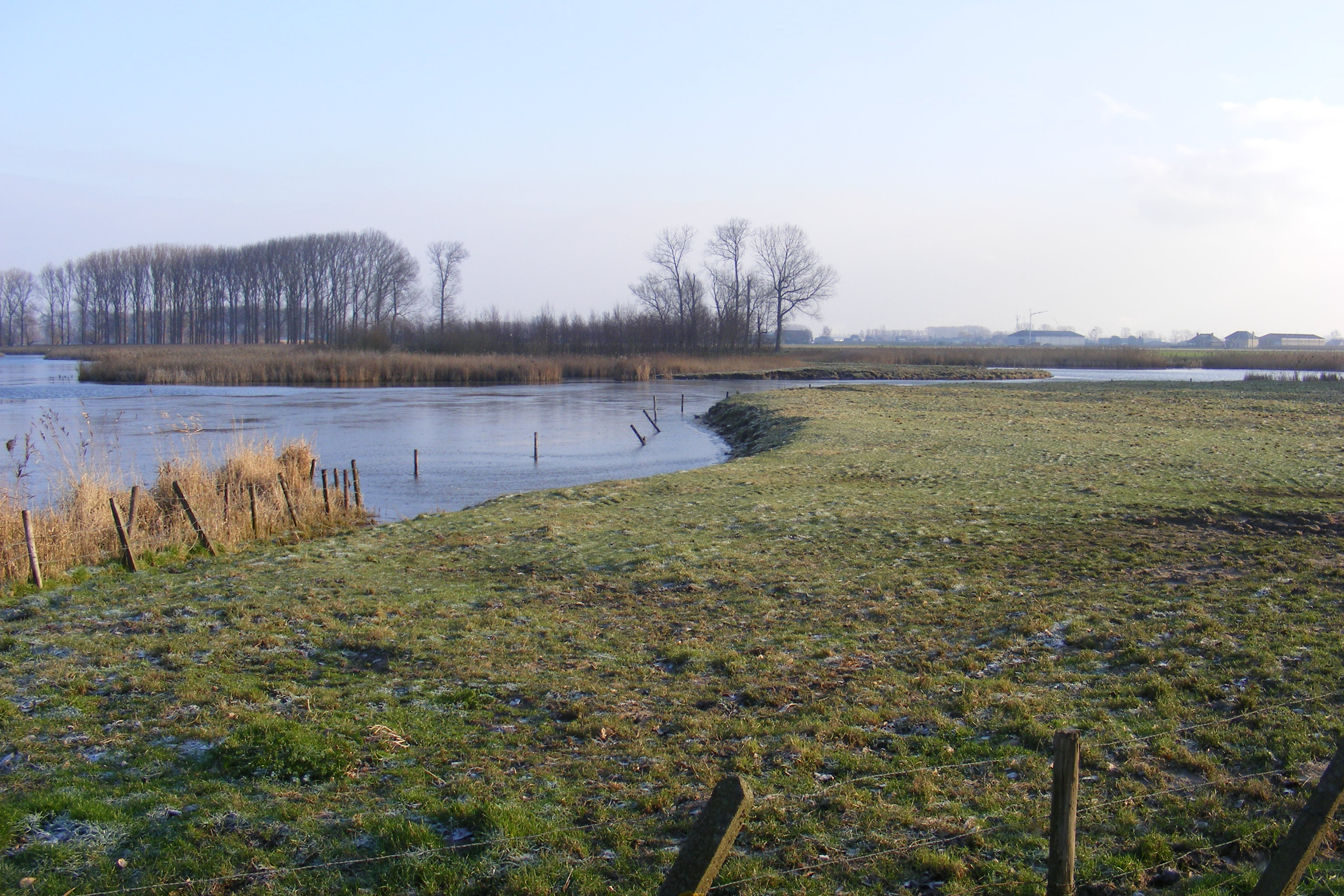
Zicht op een veenlens vanuit Meerdonk

Een veenlens is een eiland in een ven of kreek waarvan de ondergrond samengesteld is uit veen of turf. Ze wordt soms ook kragge genoemd.
Veenlenzen, die als het ware op en in het water drijven zonder hechting met de ondergrond, zijn vrij zeldzaam geworden. Ze zijn meestal beschermd natuurgebied. De ondergrond is moerassig en moeilijk begaanbaar.

## Ontstaan
Dood plantenmateriaal wordt snel afgebroken door de aanwezigheid van zuurstof en de werking van bacteriën. Vooral bij hoge temperaturen en eerder droge omstandigheden gaat de afbraak zeer snel. In koudere en vochtige omstandigheden gaat de afbraak langzamer dan de aanvoer van nieuw dood plantenmateriaal. Hierdoor treedt er veenvorming op. Er ontstaat geen verrottingsproces maar een proces van verzuring.

## Natuurwaarde
Veenlenzen in een natuurgebied vormen een waardevolle biotoop voor meerdere zeldzame planten. Men vindt er zeldzame mossen en varens, zoals veenmos, waternavel, veenpluis, moeraswalstro en zegge.

## Natuurbeheer
Wil men de veenlens als drijftil met zijn specifieke vegetatie behouden, dan is het nodig dat de opschietende boompjes worden verwijderd. Zij gebruiken te veel grondwater, dat onmisbaar is voor de instandhouding van de veenlens. Door het kappen van de boomopslag geeft het zonlicht de vegetatie de maximale kans om zich te ontwikkelen. Het natuurbeheer beperkt er zich meestal toe om de veenlens om de paar jaar te ontdoen van de spontaan gekiemde boompjes. Dit zijn meestal zachte berk en zwarte els. Het opschietende gras kan kort gehouden worden door enkele runderen die gewoonlijk het hele seizoen op de veenlens verblijven.

## Afbeeldingen

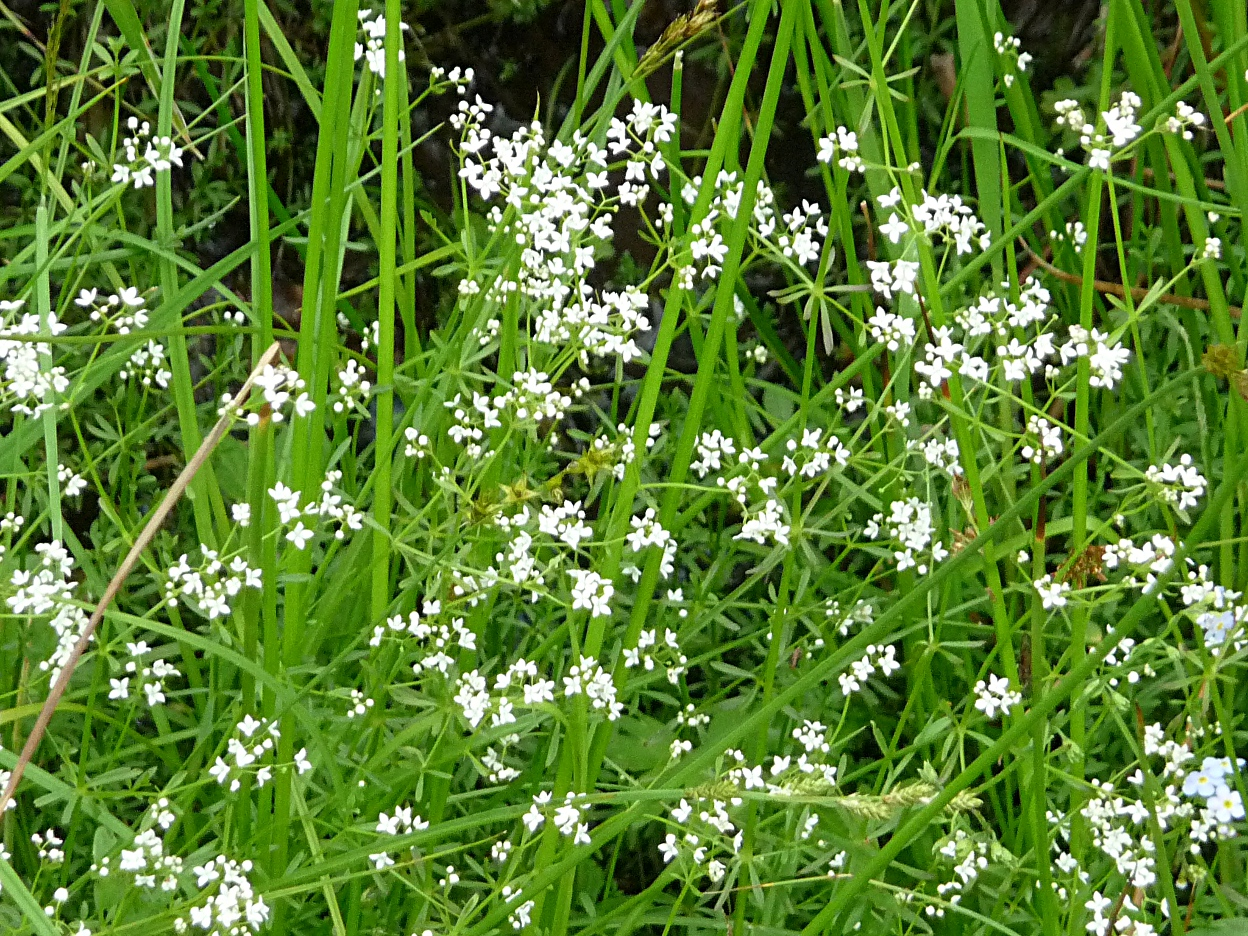
Moeraswalstro
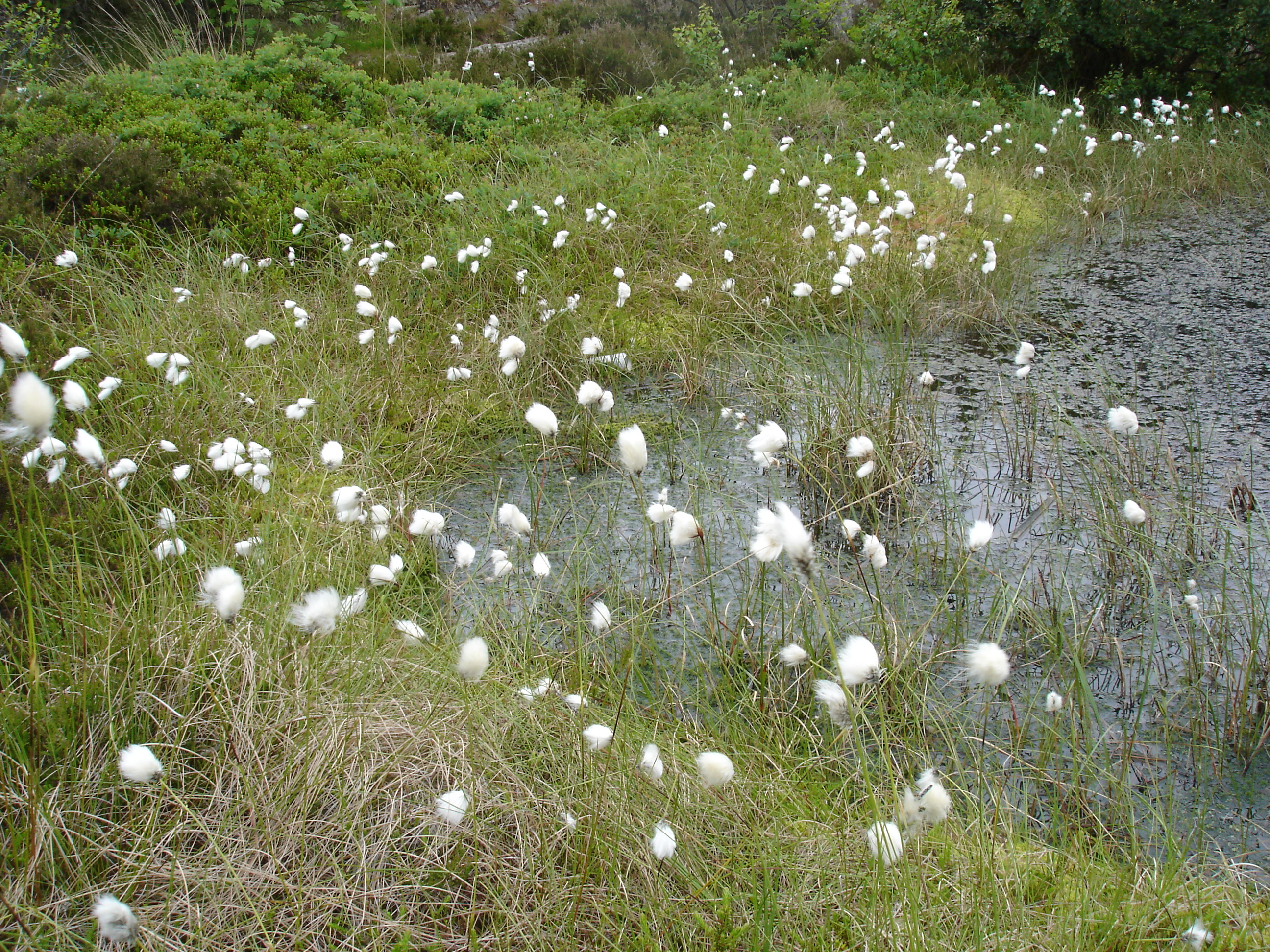
Veenpluis
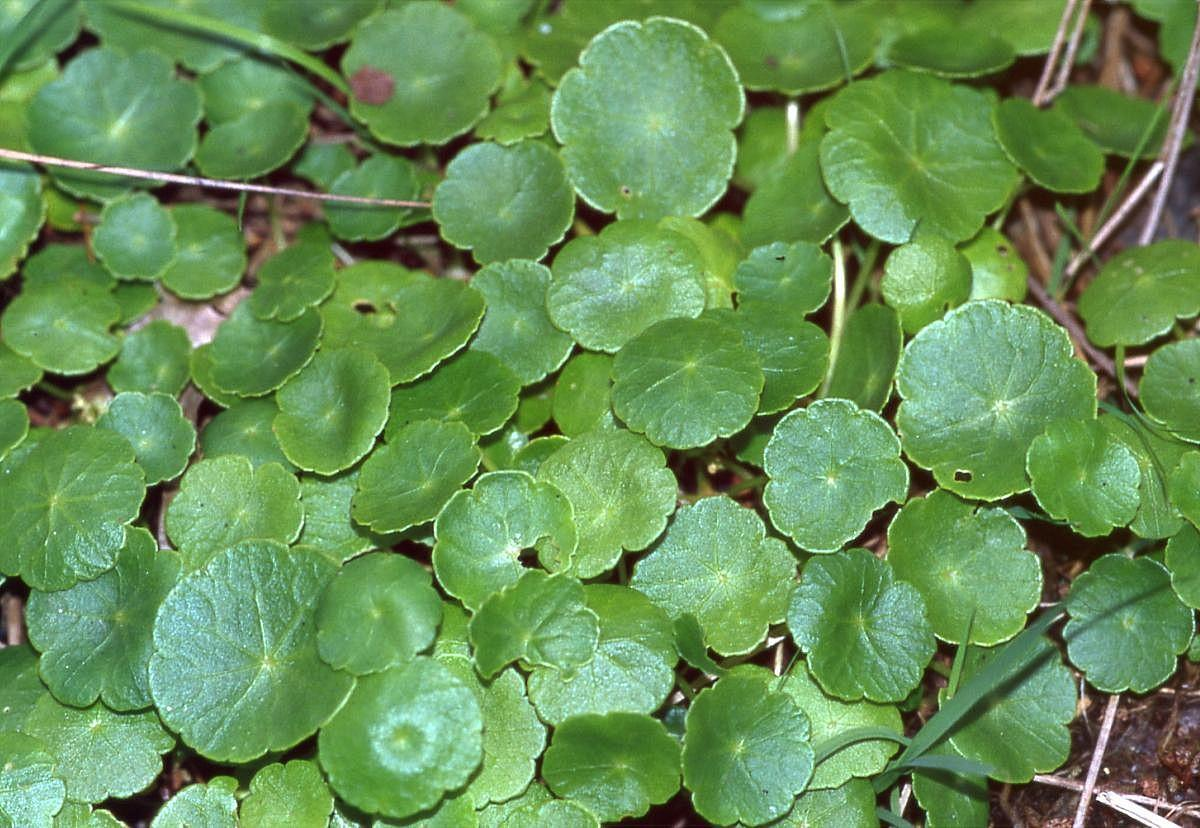
Waternavel